# Michel de Broin
Michel de Broin (* 1970 in Montreal) ist ein kanadischer Bildhauer. Seine Werke umfassen hauptsächlich abstrakte Skulpturen, darüber hinaus fertigt er auch Videoinstallationen, Zeichnungen, Fotografien und Kunstwerke aus Fundstücken an. Sie stehen in Kanada und in vielen Städten Europas. Eines der bekanntesten Werke von de Broin ist das Salvador-Allende-Monument in Montreal.

## Leben
Michel de Broin studierte Kunst an der Concordia University und am UQÀM und erwarb dort 1997 einen Abschluss in „Plastischer Kunst“. Die Karriere als Künstler begann in seiner Heimatstadt. Seine erste größere Werkschau fand im Jahr 2002 in der Villa Merkel in Esslingen am Neckar, Deutschland, statt. Zwischen 2005 und 2010 lebte und arbeitete de Broin in Paris und Berlin. Im Jahr 2011 kehrte er nach Montreal zurück.
Viele namhafte Kunstmuseen kauften inzwischen seine Werke an, darunter die National Gallery of Canada, das Museum der Schönen Künste in Quebec (Musée national des beaux-arts du Québec), das Museum der Zeitgenössischen Kunst in Montréal (Musée d'art contemporain de Montréal), das Museum der Zeitgenössischen Kunst von Val-de-Marne (Musée d'art contemporain du Val-de-Marne), der Regionalfonds der Zeitgenössischen Kunst Poitou Charentes (Fonds régional d'art contemporain; FRAC) und der Neue Berliner Kunstverein.

## Beschreibung seines Kunststils

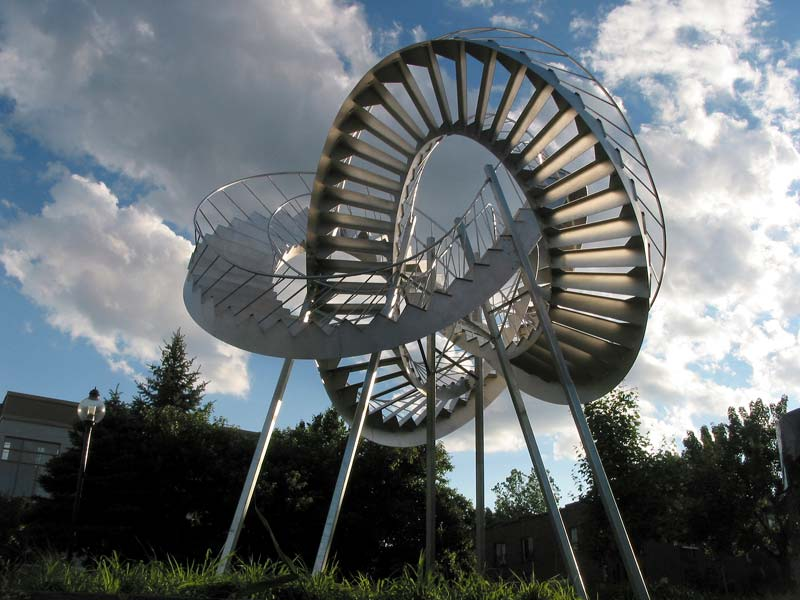
Révolutions, Montréal; 2003

Michel de Broin hat für seine Kunst mehrere Kunstdisziplinen zusammengeführt. Er beschäftigt sich mit Fragen zu den Grenzen der sozialen und der technischen Systeme. Humor und etwas Spielerisches lässt er fast immer in seine Werke einfließen, ebenso Kritisches. Wiederkehrende Themen seiner Kunstobjekte sind Energie und mechanischer Widerstand. Viele Objekte entstanden aus einer Zweckentfremdung vertrauter Gegenstände und Formen, sie zeigen die innewohnenden Paradoxien. Konzeptkunst bildet für Michel de Broin eine Quelle der Inspiration. Für seine Serie Gefährliche Substanz im Jahr 1999 orientierte er sich beispielsweise an Kasimir Malewitschs berühmtem Schwarzen Quadrat auf weißem Grund. Sein Credo lautet: „Kunst muss immer ein unvollendetes Projekt, eine permanente Revolution darstellen“.

## Werkübersicht (Auswahl)
- Shared Propulsion Car (frei angetriebenes Auto)
Das Kunstwerk ist ein altes Auto, dessen Motor durch ein Pedalsystem ersetzt wurde. Es wurde zuerst auf der Exit Art in New York City gezeigt, danach in Toronto bei der Händlervereinigung.[2]
- 2004: Superficial (Oberfläche): Im Wald der Vogesen im Elsass hat de Broin mit dünnen Spiegelfolien die Kontur eines großen Steines nachgestaltet. Es handelte sich um eine Einladung an Künstler, die Transparenz zu reflektieren.[3]
- Black Whole Conference (Total schwarze Konferenz) ist eine Skulptur aus kugelförmig angeordneten und miteinander verschweißten Metallstühlen. Sie ist Teil einer Sammlung des Museums der Zeitgenössischen Kunst im Département Val-de-Marne.[4][5]
- 2008: Overflow (Überfluss) wurde anlässlich der Weißen Nacht in Toronto präsentiert. Es hat die Form eines zerstiebenden Wasserfalls über einem Hausfenster.[6]
- 2009: La maîtresse de la Tour Eiffel (Die Herrin des Eiffelturms) entstand für die Weiße Nacht in Paris. Die Skulptur ist eine riesige Diskokugel aus 1000 Spiegeln. Sie wurde mittels eines Krans auf dem Dach der Französischen Botschaft aufgestellt. Mit ihrer Größe gelangte sie in das Guinness-Buch der Rekorde.[7]
- 2010: Eine Endlosschleife eines 16 mm-Films mit dem Titel: One Hundred Paces (Hundert Schritte)[8]
- 2011: Majestic (Majestätisch). Das war ein zusätzliches Projekt bei der New-Orleans-Bienale. Es entstand aus Straßenlaternen, die der Hurrikan Katrina umgestürzt hatte. Die Laternen wurden in Form eines Sterns an den Fußenden zusammengefügt. Die Kunstmäzene Donald und Beth Sobey erwarben das Werk und spendeten es der National Gallery of Canada.[9]
- 2012: Majestic, eine große Skulptur, die dauerhaft im Skulpturengarten der National Gallery of Canada in Ottawa aufgestellt wurde[10]
- 2013: Michel de Broin: Cities of Light (Städte aus Licht)[11]

## Kunst im öffentlichen Raum

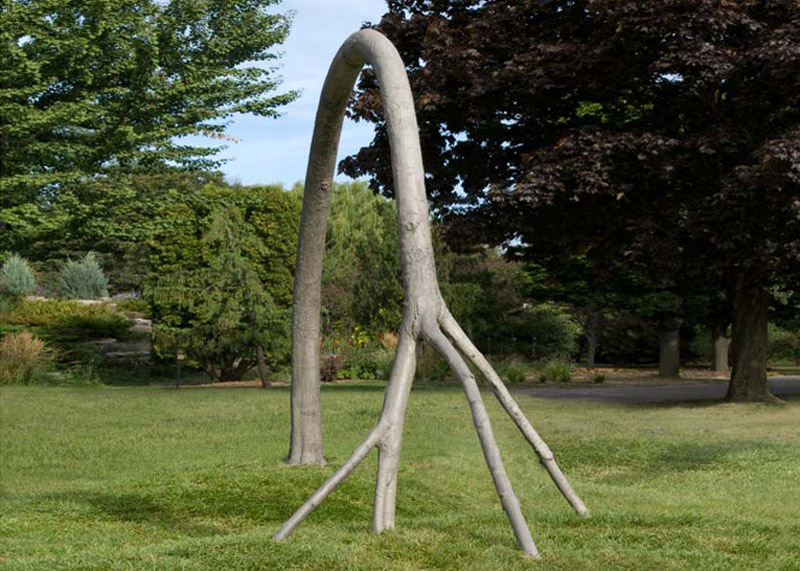
L'Arc (Der Bogen)

- 2003: Révolutions (Revolutionen) ist eine zu einem Knoten gewundene Treppe, die anlässlich der Renovierung des U-Bahnhofs Papineau in Montreal aufgestellt wurde[12]
- 2009: Monument; die Skulptur wurde in einem Park der Stadt Winnipeg installiert. Sie interpretiert das klassische Thema „Vorhänge“ neu: zwei Geister stehen auf einem runden Rasenstück und sind mit einem großen Tuch verhüllt.[13]
- 2009: L'Arc (Der Bogen), Monument zu Ehren von Salvador Allende, aufgestellt auf der île Notre-Dame in Montreal[14]
- 2010: Revolutions; Neugestaltung des Themas für das Jacobiner-Kloster in Rennes, Frankreich. Das Werk wurde dort dauerhaft aufgestellt.[8]
- 2014: Mehr Licht. Wettbewerbssieger um die Außengestaltung des Marie-Elisabeth-Lüders-Hauses für den Deutschen Bundestag in Berlin.[15] Die Skulptur wird aus neun verschiedenen Straßenlaternen zusammengefügt und an zwei gegenüberliegenden Gebäudeteilen befestigt. Der „Laternenstern“ wird etwa im Sommer 2014 angebracht und beleuchtet. Die Metallarbeiten wurden dem Berliner Unternehmen Fittkau Metallbau und Kunstschmiede übertragen.[16]

## Ausstellungen (Auswahl)
- 2013: Einzelausstellung im Museum of Contemporary Art de Montreal[17]
- 2012: Oh Canada im Massachusetts Museum of Contemporary Art (MASS MoCa), USA, Adams[18]
- 2011: Car Fetish. I drive therefore I am (Fetisch Auto. Ich fahre also bin ich.) im Museum Tinguely, Basel, Schweiz[19]

Parking de sculptures (Parken von Skulpturen) in Le Confort Moderne, Poitiers, Frankreich,
- 2009: La Maîtresse de la Tour Eiffel (Die Maitresse des Eiffelturms)[21]

Nuit Blanche (Weiße Nacht), Paris, Frankreich
Disruption from Within (Störung von innen) im Plug In, Winnipeg
- 2008: Nothing is lost, nothing is created, everything is transformed (Nichts ist verloren, nichts wurde geschaffen, alles wird verändert) war das Motto der Gemeinschaftsausstellung im Museum of Contemporary Art of Montreal (nach einem Essay von Antoine Lavoisier),[23]

Énergie Reciproque (Reziproke Energie) im Museum of Contemporary Art von Val-de-Marne, Vitry-sur-Seine, Frankreich
Nuit Blanche (Weiße Nacht), Toronto, Canada
Acclimatation (Umtriebe) im Centre d'art Villa Arson, Nizza, Frankreich,
- 2007: De-con-struction (De-Kon-Struktion) in der National Gallery of Canada, Ottawa[27]

Machinations in der UQAM Gallery, Montreal, Canada
- 2006: Machinations (Umtriebe) im Quebec National Museum of Fine Arts, Québec, Canada[29]

Reverse Entropy (Umgekehrte Entropie) im Künstlerhaus Bethanien, Berlin
Réparations (Reparationen), National Gallery of Canada, Ottawa, Canada
- 2003: Damage Control (Schadenssteuerung),[31] Museum of Canadian Contemporary Art, Toronto
- 2002: Épater la Galerie (Effekthascherei) in der Villa Merkel, Esslingen am Neckar[32]

## Auszeichnungen
Die Universität von Quebec und Montréal (UQAM) verlieh ihm im Jahr 2006 den Prix Reconnaissance UQAM
Im Jahr 2007 erhielt er den internationalen Sobey Art Award.